# Yurcak Field
O Yurcak Field é um estádio de futebol e lacrosse localizado no campus principal da Universidade Rutgers, em Piscataway, Nova Jérsei, Estados Unidos. Foi construído em 1994 e tem capacidade para 5.000 pessoas. O estádio é oficialmente nomeado "The Soccer/Lacrosse Stadium at Yurcak Field"  em homenagem a Ronald N. Yurcak, um jogador de lacrosse estadunidense.
A Rutgers University manda seus jogos neste estádio, assim como o Sky Blue FC, um clube de futebol feminino, campeão da Liga de futebol feminino dos Estados Unidos de 2009.